# أدريان مارينو
أدريان مارينو (بالرومانية: Adrian Marino)‏ (5 سبتمبر 1921 - 17 مارس 2005) هو كاتب مقالات وناقد أدبي ومؤرخ ومُنظّر أدبي روماني، حائز على «جائزة هردر» (نسبة إلى الأديب الألماني يوهان جوتفريد هردر) سنة 1985.